# На крају написано (књига)
На крају написано: Београд, 2. 8. 2015. (словен. Na kraju zapisano 4) је књига словеначког аутора Алеша Штегера (словен. Aleš Šteger), објављена 2017. године. Српско издање објавила је издавачка кућа Архипелаг из Београда 2015. године у преводу Ивана Антића.

## О аутору
Алеш Штегер (1973) словеначки је песник, писац, уредник и покретач бројних књижевних и културних иницијатива. Добитник многих словеначких и међународних награда, укључујући престижну награду Horsta Bieneka 2016. године коју додељује Баварска академија лепих уметности за своју поезију. Године 2017. постао је редовни члан Немачке академије за језик и поезију, а 2021. добио је Претнарову награду и награду града Граца.

## О делу
Књига На крају написано је прва књига у европској књижевности о актуелној мигрантској кризи, о новој великој сеоби народа. Представља потресно сведочанство о мигрантима из Сирије и арапског света. То је књига о људима који беже из егзистенцијалне угрожености у егзистенцијалну неизвесност.
На крају написано је књига есеја и записа, прозних фрагмената и исповести о драми сиријских избеглица на путу од Блиског истока, преко Србије, до Европе. О томе шта доживљавају и шта очекују доласком у нови свет. Аутор је причао са мигрантима, сазнао и записао о њиховим доживљајима, пустио их да говоре о ономе што им се догодило и о ономе што им се догађа. Књига је и снажна критика одбаченог гостопримства, бодљикавих жица и подигнутих зидова, подозрења и полицијских бруталности који су многим земљама сачекали мигранте.
Књига је обогаћена са двадесетак фотографиа које је урадио сам писац.
У Поговору књиге Алеш Штегер каже да је писао о "унутрашњој" страни приче, о конкретном месту и времену.